# Pachypasa imitans
Pachypasa imitans is een vlinder uit de familie van de spinners (Lasiocampidae). De wetenschappelijke naam van de soort is voor het eerst geldig gepubliceerd in 1893 door Aurivillius.